# Minúscula 16
Minúscula 16 (en la numeración Gregory-Aland), ε 449 (Soden) es un manuscrito greco-latino en minúsculas del Nuevo Testamento en 361 hojas de pergamino (31.6 cm por 25.2 cm). Es datado paleográficamente en el siglo XIV. Tiene notas marginales completas y fue preparado para el uso litúrgico.

## Descripción
El códice contiene el texto casi completo de los cuatro Evangelios con lagunas (Marcos 16:14-20). El texto está escrito en dos columnas por página, 26 líneas por página.
El texto de los Evangelios está dividido de acuerdo a los κεφαλαια (capítulos), cuyos números se colocan al margen del texto, y los τιτλοι (títulos) en la parte superior de las páginas. También hay una división de acuerdo con las Secciones Amonianas, sin referencias a los Cánones de Eusebio.
Contiene las tablas del Canon de Eusebio (en latín) al principio, tablas de los κεφαλαια (tablas de contenido) antes de cada Evangelio, marcas del leccionario en el margen (para uso litúrgico) y suscripciones al final de cada uno de los Evangelios.
El texto del códice está escrito en cuatro colores. Metzger y Ehrman indican: «La narración, en general, está en color bermellón; las palabras de Jesús, la genealogía de Jesús, y las palabras de los ángeles están en carmesí; las palabras citadas del Antiguo Testamento, así como las de los discípulos, Zacarías, Isabel, María, Simeón, y Juan el Bautista están en azul; y las palabras de los fariseos, el centurión, Judas Iscariote, y el diablo están en negro». Contiene sólo una ilustración.
El texto griego de Marcos 16:14-20 y el texto latino de Marcos 9:18-16:20 se perdieron. Los textos latinos de Marcos 9:18-11:13, Lucas 5:21-44; Juan 1:1-12:17 fueron añadidos por una mano posterior.

## Texto
El texto griego del códice es mixto, pero el tipo textual bizantino es predominante. Hermann von Soden lo clasificó en la familia textual Iβb, lo que significa que tiene ciertas lecturas cesarianas. Aland no lo colocó en ninguna categoría.
En 2014, Kathleen Maxwell demostró que la minúscula 16 dependía de la minúscula 1528. Hay cruces rojas en varios puntos a lo largo de 1528 correspondientes a las ubicaciones de las ilustraciones de 16.
Textualmente está cerca de los manuscritos 119, 217, 330, 491, 578, 693, 1528 y 1588. Crean el Grupo textual 16 con el siguiente perfil:
Lucas 1: 8, (9), 13, 23, 28, 34, 37, 43.
Lucas 10: 3, 7, 15, 19, 23, (25), 58, 63.
Lucas 20: 4, 13, 19, 50, 51, 54, 55, 62, 65.
El códice 16 forma un par con el códice 1528, que agrega la lectura 3 y carece de 9 en Lucas 1, y carece de 19 y añade 64 en Lucas 10.
El texto latino en Mateo 7:13 tiene variante textual: «lata via et spaciosa est lila quae»; en Mateo 13:3, «Ecce qai exiit Seminare Semen suum, et dum seminat quaedam cecid».

## Historia
El manuscrito está datado por el INTF en el siglo XIV.
Anteriormente el códice estuvo en manos de la familia Strozzi, a continuación, de Catalina de Médici. Fue examinado por Wettstein, Scholz, y Paulin Martin. C. R. Gregory vio el manuscrito en 1884.
Se encuentra actualmente en la Bibliothèque nationale de France (Gr. 54) en París.